# クックスハーフェン郡
クックスハーフェン郡 (ドイツ語: Landkreis Cuxhaven) はドイツ連邦共和国ニーダーザクセン州の最北部に位置する郡で、北海に面している。面積ではニーダーザクセン州で最大級、ドイツ全体でも比較的広い郡の1つである。人口密度は約 97人/km2 で、ドイツ全体の平均値の半分以下である。

## 地理

### 位置
ドイツの他の地域に対して、エルベ川とヴェーザー川の河口で切り離されたその立地は、辺境として位置づけられている。
郡庁所在地のクックスハーフェンは、その外れにあり、郡内の他の町から最も離れた場所に位置している。本郡は、ブレーメン/オルデンブルク大都市圏およびハンブルク大都市圏の両方に属しており、クックスハーフェンおよび旧ハーデルン郡はハンブルク寄り、旧ヴェーザーミュンデ郡はアウトバーン A27号線を介してブレーマーハーフェン/ブレーメン寄りの関係にある。

### 隣接する地域
郡内のヴェーザー川が北海に注ぐ地域に郡独立市であるブレーマーハーフェン（ブレーメン州）がはめ込まれている。ここから海岸線はクックスハーフェンまで北に向かって伸び、そこでハンブルクに属すノイヴェルク島と郡境を接する。ここからは東に向かってシュターデ郡との郡境までエルベ川が自然の境界線を形成している。この他に境を接する郡は、時計回りに、ローテンブルク（ヴュンメ）郡、オスターホルツ郡、ヴェーザー川をはさんで西側にヴェーザーマルシュ郡がある。

### 土壌学と地学
本郡郡域の地盤は、主に更新世の最後から2番目の氷河期にあたるザーレ氷期のモレーンや融雪水堆積物で形成されている。これが花崗岩や片麻岩など標石を持つゲーストの砂の尾根を形成する。たとえば南北に延びるヴィングストやヴェスターベルクの連山、あるいはホーエ・リート（ヴルスター・ハイデ）などである。最終氷河期（ヴァイヒゼル氷期）の終端モレーンは、この地域には形成されなかった。このため地形は、たとえば「ホルシュタイニシェ・シュヴァイツ」（直訳: ホルシュタインのスイス）と比べてとてもなだらかで平らである。
第三紀とエルスター氷期の小さな、取り囲まれた堆積物の残骸「ラウエンブルガー・トーン」は、ヘムモール近郊のより古い岩石である。白亜紀の地質学的構造から白いチョークが作られる。これらは、有名なリューゲン島の白亜の断崖と同じ地層である。ヘムモールの工場が閉鎖されるまで、これらの岩石は、ポルトランドセメント製造のために採掘されていた。
完新世の始まり、氷河の融解によって著しい海面上昇が起こった。海岸付近の低地は水没した。ゲーステ川、ルネ川、ドレプテ川下流域のような内陸部の低地に、上昇した海面によって低湿地が形成された。

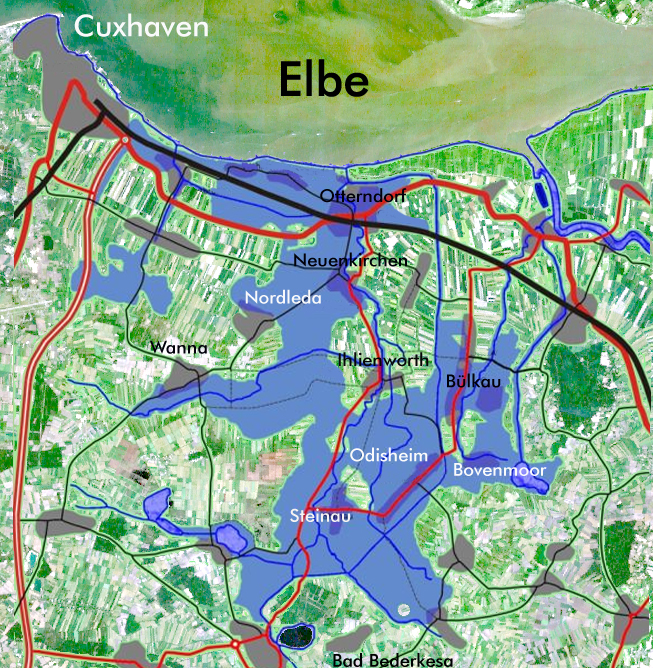
オッテルンドルフのグラマイヤー・シュタックの堤防が決壊して、4.5 m の「小規模な」洪水が起こった際の浸水地域（青色部分）

ハドラー湾やヴェーザー河口域には、広大な干潟が形成された。この干潟が水没するたびに海水中の浮遊物が沈殿し、長い時間かけて徐々に砂州が形成された。この小さな砂泥の堤から現在のゼーマルシェ・ラント・ハーデルン、ラント・ヴルステン、ラントヴュルデンといった「高台」が形成されていった。現在のメーデム川やオーステ川下流は干潟を流れる細い流れが発展していったものである。
砂州によって外海から遮断されたゲースト周辺地域には、現在ジートレンダー（ドイツ語: Sietländer、siet は低地ドイツ語で「低い」を意味する。後にはニーダーモールとも呼ばれる。）と呼ばれる汽水域および湿地が形成された。
特に排水状況が悪い低地では、たとえば、アーレンモール、ラング・モール、ヒメンモール、ケーニヒスモールといった、2 m から 6 m、ところによっては 8 m の厚みがあるボグが形成された。近代的な開墾と排水法によってやっと湿地の成長が止まった。ミズゴケ属は、初めはヒースや低木よって、その後はモリニア属やカバノキ属によって追いやられた。しかし、特にアーレンモールでは、湿地を再び回復させようとする試みがなされている。
干潟、湿地、湿原、海岸の砂地といった様々な地形が組み合わされた土地は、ドイツの北海沿岸を除けば、リンカンシャーやノーフォークの海岸が面するウォッシュ湾（イギリス）くらいしかない。
エルベ川が北海注ぐ河口地域では、高潮で堤防が決壊した場合、海面よりもわずかに高いだけの地域が浸水する危険性がある。ラント・ハーデルンについて起こりうるシナリオがグラマイヤー・シュタック文書に記述されている。

### 大規模市場の影響範囲
田園型の構造を持つクックスハーフェン郡は、ハンブルク指向の旧ハーデルン郡とブレーマーハーフェンおよびブレーメン指向の旧ヴェーザーミュンデ郡で構成されている。この異なる指向性に配慮して、本郡はハンブルク大都市圏およびブレーメン/オルデンブルク大都市圏の両方に属している。

### 歴史上、制度上の影響範囲
歴史的発展の見地から、クックスハーフェン郡の大部分は、エルベ＝ヴェーザー＝トライアングル広がるブレーメン＝フェルデン公領に属した。この領邦には、クックスハーフェン郡の他に現在のオスターホルツ郡、ローテンブルク (ヴュンメ) 郡、シュターデ郡、フェルデン郡が属していた。商工会、福音主義教会管区、地方連合、その他の教会、文化、社交、社会制度が現在もなおこの領邦の境界に沿って組織されている。ブレーメン＝フェルデンの領域はその後、ラントドロスタイ・シュターデ（シュターデ代官区）およびシュターデ県へと引き継がれた。後者は1978年にリューネブルク行政管区へ拡大したが、この行政管区は2004年以降存在していない。クックスハーフェン市は歴史的にハンブルクに属したが、ハーデルンは独立した地域を形成していた。両者も最終的には旧シュターデ県に編入された。

## 歴史
クックスハーフェン郡は、1977年に当時は郡独立市であったクックスハーフェン市とラント・ハーデルン郡およびヴェーザーミュンデ郡が統合されて成立した。

### 行政改革
郡内では過去に市町村再編が行われた。さらなる改革が計画されている。ザムトゲマインデ・ハーデルンとザムトゲマインデ・ジートラントの統合である。2011年にザムトゲマインデ・ベーヴァーシュテットが統一自治体となった。2015年にはザムトゲマインデ・ベーダーケーザとランゲン市が合併してゲーストラント市が成立し、ザムトゲマインデ・ラント・ヴルステンとノルトホルツとが合併してヴルスター・ノルトゼーキュステに改編された。2016年にはザムトゲマインデ・アム・ドプロックとザムトゲマインデ・ラント・ハーデルンおよびゲーファースドルフとカーデンベルゲの合併が行われた。

## 住民

### 人口推移
| 年   | 1987    | 1992    | 1997    | 2002    | 2007    | 2008    | 2009    | 2010    | 2011    | 2012    | 2013    | 2017    |
| ---- | ------- | ------- | ------- | ------- | ------- | ------- | ------- | ------- | ------- | ------- | ------- | ------- |
| 人口 | 189,702 | 194,964 | 200,636 | 206,304 | 202,933 | 202,124 | 201,188 | 200,464 | 199,443 | 197,433 | 196,607 | 198,100 |

いずれも12月31日現在

### 宗教
現在のクックスハーフェン郡では伝統的にルター派 福音主義教会が優勢である。教会組織はハノーファー福音ルター派州教会に属している。特に戦後の避難民の流入、南欧からのゲスト労働者、東欧・中欧からの移住者によって大きなカトリック教会組織が形成され、ヒルデスハイム司教区に属した。棄教により二大教会は構造改革を余儀なくされた。また、郡内にはムスリムや、自由教会およびエホバの証人の信者も住んでいる。

## 行政

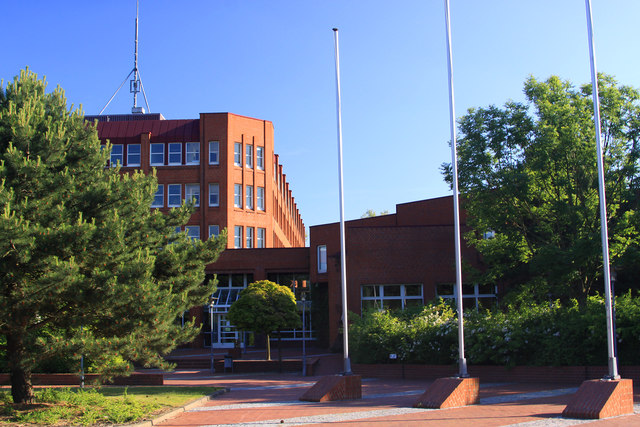
クックスハーフェン郡役場

### 郡議会
| 政党     | 政党                                  | 2021年     | 2021年 | 2016年     | 2016年 | 2011年     | 2011年 | 2006年     | 2006年 |
| 政党     | 政党                                  | 得票率 (%) | 議席数 | 得票率 (%) | 議席数 | 得票率 (%) | 議席数 | 得票率 (%) | 議席数 |
| -------- | ------------------------------------- | ---------- | ------ | ---------- | ------ | ---------- | ------ | ---------- | ------ |
| CDU      | ドイツキリスト教民主同盟              | 36.0       | 21     | 39.1       | 23     | 39.7       | 23     | 46.2       | 29     |
| SPD      | ドイツ社会民主党                      | 32.7       | 19     | 34.7       | 20     | 38.1       | 22     | 37.9       | 24     |
| Grüne    | 同盟90/緑の党                         | 12.4       | 7      | 8.5        | 5      | 10.9       | 6      | 5.6        | 3      |
| FDP      | 自由民主党                            | 5.4        | 3      | 2.9        | 2      | 2.3        | 2      | 5.6        | 3      |
| AfD      | ドイツのための選択肢                  | 4.9        | 3      | 8.2        | 5      | -          | -      | -          | -      |
| FW       | Freie Wähler                          | 2.3        | 1      | 2.5        | 1      | 4.1        | 3      | -          | -      |
| Tier     | 人間・環境・動物福祉党                | 1.9        | 1      | -          | -      | -          | -      | -          | -      |
| Linke    | 左翼党                                | 1.7        | 1      | 2.6        | 2      | 2.2        | 1      | -          | -      |
| BLC      | Bürgerliste Cuxland                   | 1.3        | 1      | -          | -      | -          | -      | -          | -      |
| dieBasis | Basisdemokratische Partei Deutschland | 0.7        | 1      | -          | -      | -          | -      | -          | -      |
|          | その他の政党                          | 0.8        | 0      | 0.5        | 0      | 2.7        | 5      | 4.7        | 3      |
| 合計     | 合計                                  | 100        | 58     | 100        | 58     | 100        | 58     | 100        | 62     |
| 投票率   | 投票率                                | 58.2 %     | 58.2 % | 55.8 %     | 55.8 % | 53.6 %     | 53.6 % | 51.0       | 51.0   |

郡長が59人目の投票権を有する成員として郡議会に参加する。郡議会は、その第1回会議でイェルク＝アンドレアス・ザーゲミュール (CDU) を議長に選出した。

### 郡長
- 1977年 - 1991年: マルティン・シュテッフェンス (CDU)
- 1991年 - 2004年: マルティン・デッシャー (CDU)
- 2004年 - : カイ＝ウーヴェ・ビーレフェルト（無所属）

### 紋章と旗
紋章は、かつての郡のモチーフを継承している: ニコラウス司教はラント・ハーデルン郡、紋章基部はヴェーザーミュンデ郡の紋章から採られた。
クックスハーフェン郡の紋章は、金地。基部は赤と銀に波形に上下二分割。その上に、銀の装飾がある緑の衣装を着て、銀の靴を履き、銀の杖を持った聖ニコラウス司教。杖の端は湾曲し緑の葉を4枚つけたバラを終端としている。司教の右手は祝福を与えている。司教の髪は銀色、身体は自然色である。
紋章は郡の旗にも使われている。クックスハーフェン郡の旗は緑と白で、旗の中央に紋章が配置されている。

### 姉妹地域
本郡は以下の地域を姉妹地域協定を結んでいる。
- ヴァル・ディ・ヴィッツェ（イタリア、トレンティーノ＝アルト・アディジェ州）

## 文化
文化施設の管理運営のために、運営団体としてシュターデ地域連合が発足した。

### ユダヤ人墓地
クックスハーフェン郡内には8か所のユダヤ人墓地が記録されている: ベーダーケーザ、ベーヴァーシュテット、クックスハーフェン、デーゼスドルフ、ハーゲン・イム・ブレミッシェン、ミドルン、シュトーテル、ヴィンクストである。保護対象となっている文化財や記念石が、1930年代まで存在したユダヤ人コミュニティやかつてのその活発な生活を証拠立てている。

## 経済と社会資本
地域の経済的な上級中心で、様々な組織の下部施設（税務署、学校）があるのはクックスハーフェンではなく、ブレーメン州に属すブレーマーハーフェンである。
2019年未来アトラスで、クックスハーフェン郡は、ドイツの401の郡、市町村連合、郡独立市の中で316位に位置づけられており、「軽度のリスクを持つ」地域の1つに数えられている。

### 農業
本郡の経済基盤は、何世紀も前から常に農業であったが、20世紀末以降の構造変化によりその重要性を失いつつある。1979年には、郡内に 5,167の営農者があった。2001年においても 3,126の営農者があり、その 65 % が専業農家であった。拡大指向の事業者は減少し続けている。しかし、営農放棄された土地は潰されるのではなく、ほぼ完全に存続している農場に編入されている。
郡域の 70 % 以上（約14万ヘクタール）が農業に利用されている。このうち約 70 % が牧草地、30 % が耕作地である。牧草栽培と牧畜（営農者の 85 %）が行われている緑地は、主に湿地や海辺の乾燥地であるが、ラントヴュルデン沼沢地やハーデルナー・ジートラントにも存在する。また、海辺の砂地には、密な森林地帯が形成されている。294,000頭の牛のうち、約85,000頭が乳牛である。これが多くの農家の存立基盤となっている。しかし、農業用地 1ヘクタールあたり家畜が 1.53頭と飼育密度は比較的低く、自然条件は護られている。郡内で飼育されている高品質の家畜には、一部世界中で販売されているものもある。
これに対して、キャベツや野菜などの種類を特化した耕作（営農者の約 7 %）や、リンゴやサクランボをはじめとする園芸植物・果樹栽培（営農者の 3.3 %）は沼沢地域（特にハーデルナー高地）に集中している。営農者の約 4.7 %（増加傾向にある）は、豚や家禽を飼育している。ヴェーザーミュンデおよびラント・ハーデルン馬繁殖協会には、1,700頭の繁殖用雌馬が登録されている。この協会は、繁殖成績によって全国的な注目を集めている。
1999年には、就労者の約 10 % が直接農業に携わっていた。その多くは、家族労働力として従事していた。近隣の食品産業（屠畜場、乳製品加工場、食品加工、販売、その他のサービス業）にはさらに 13 % が従事していた。

### 観光業
観光業は、クックスハーゲン郡でとても重要である。特に、クックスハーフェン市のドゥーネン、デーゼ、ザーレンブルク市区、オッテルンドルフ、バート・ベーダーケーザ、ドールムおよびヴレーメンの港には、様々なカテゴリのホテル、キャンプ場、食堂、レジャー施設などの観光インフラが密に整備されている。この地域は観光誘致を目的にして「クックスラント」という歴史的な地域名称としては用いられない人為的な概念を用いている。

### 港
クックルハーフェンや郡外に位置するブレーマーハーフェンの港湾関連サービス業は重要な経済因子である。この2つの港は、重要な漁港、貨物港、海難救助船基地となっている。

### 病院
- クックスハーフェンには HELIOS AGの病院（旧市立病院）と HELIOS ゼーホスピタール・ザーレンブルクがある。
- オッテルンドルフには、カピオ＝グループの病院（旧郡立病院）がある。
- デプシュテットには、ゼーパルククリーニク・デプシュテットがある。
- この他郡南部の医療施設としてオスターホルツ＝シャームベック（オスターホルツ郡）のオスターホルツ郡立病院が重要な役割を担っている。
- ハーデルン周辺では、ブレーマーフェルデの病院やシュターデのエルベクリーニケンが医療を提供している。

### 教育
- 郡立ギムナジウム・ヴェーザーミュンデは、ブレーマーハーフェン＝ゲーステミュンデ、フンボルト通り 12番地にある。
- クックスハーフェン郡の市民大学は、ランゲン (ゲーストラント)、デプシュテッター通り 5a番地に本部を置いている。

### 交通

#### 船舶
海洋交通はこの地域にとって伝統的に大きな重要性を持つ。クックスハーフェンと、郡域に隣接するブレーマーハーフェンには、地元の労働市場の重要なファクターである海洋港が存在する。観光上重要なのは、ハーデルナー運河やオッテルンドルフ近郊メーデム川の内陸水路交通である。

#### 鉄道
郡域は、1862年に開通した王立ハノーファー邦有鉄道のブレーメン - ブレーマーハーフェン線によって、初めは南部だけが鉄道に接続した。1881年に、ウンターエルベシェ鉄道会社がハンブルクからシュターデ経由でクックスハーフェンまでの路線を建設した。
クックスハーフェンに至る2番目の鉄道はプロイセン邦有鉄道による1896年のブレーマーハーフェン - クックスハーフェン線である。同時に支線のブレーマーハーフェン - シュペッケンビュッテル - ベーダーケーザ線も営業を開始した。1899年にブレーマーハーフェン - ブレーマーフェルデ線が続いた。
軽便鉄道 ファルゲ - ヴルスドルフ GmbH は1911年からヴェーザー川下流と並行して運行し、後にニーダーヴェーザー鉄道と呼ばれた。
1899年にシュターデから開通したケーディンガー軽便鉄道の終点イッツヴェルデンは、現在の郡域内に位置している。
かつて 160 km 以上あった鉄道網は、1/4 以上 (46 km) 縮小された。
- 1931年: ザントシュテット - ヴルトフレート - アッシュヴァルデン - ファルゲ軽便鉄道 15 km
- 1932年: シュターデ - フライブルク - イッツヴェルデン 1 km（メートル軌）
- 1964年: ブレーマーハーフェン - ヴルスドルフ軽便鉄道 - ヴェレ - ランハウゼン - ザントシュテット 18 km
- 1968年: ブレーマーハーフェン - シュペッケンビュッテル - ランゲン - ベーダーケーザ 17 km（現在は保存鉄道の路線となっている）

軍事鉄道を走行するクックスハーフェン市電は、1914年の1か月間だけ保養地デーゼへ運行していた。ブレーマーハーフェン市電は1919年から1958年までランゲン市でも利用が可能であった。
現在は、鉄道ブレーメン - ブレーマーハーフェン - クックスハーフェン（ブレーメン - ブレーマーハーフェン線と「北海鉄道」）、ブレーマーハーフェン - ブレーマーフェルデ - ハンブルク（EVBのブレーマーハーフェン - ブクステフーデ線）、ハンブルク - シュターデ - クックスハーフェン（「ニーダーエルベ鉄道」）が郡域を通っており、郡自体が公共の鉄道施設会社として運営するブレーマーハーフェン - ベーダーケーザ線がある。

#### 道路
郡内を連邦アウトバーン A27号線および連邦道 B6、B71、B73、B437、B495号線が通っている。計画中の連邦アウトバーン A20号線の別案は郡域南部を通る。

#### 航空
ノルトホルツには、主に軍が利用するクックスハーフェン＝ノルトホルツ空港がある。これはドイツ最大の軍用飛行場であるが、民間航空用に拡張されている。さらにその滑走路は、NASAのスペースシャトルの緊急滑走路に指定されていた。

## 保護区
郡内・市内には、景観保護区や自然文化財の他に、44の自然保護区がある（2017年2月現在）。

## 市町村
| アインハイツゲマインデ（単一自治体） 1. ベーヴァーシュテット (Beverstedt 13,694) 2. クックスハーフェン (Cuxhaven 48,713)、郡庁所在地、大規模独立市 3. ゲーストラント (Geestland 31,713)、市、首邑はランゲン 4. ハーゲン・イム・ブレーミシェン (Hagen im Bremischen 11,264) 5. ロクスシュテット (Loxstedt 16,633) 6. シフドルフ (Schiffdorf 15,007) 7. ヴルスター・ノルトゼーキュステ (Wurster Nordseeküste 17,421)、首邑はドルム | ザムトゲマインデ（集合自治体、本部所在地に*） 1. ザムトゲマインデ・ベルデ・ラムシュテット (Samtgemeinde Börde Lamstedt 6,035) 1. アームストルフ (Armstorf 691) 2. ホルンゼート (Hollnseth 849) 3. ラムシュテット (Lamstedt* 3,391) 4. ミッテルステナーエ (Mittelstenahe 579) 5. シュティンシュテット (Stinstedt 525) 2. ザムトゲマインデ・ヘムモール (Samtgemeinde Hemmoor 14,303) 1. ヘヒトハウゼン (Hechthausen 3,570) 2. ヘムモール (Hemmoor* 9,007)、市 3. オーステン (Osten 1,726) 3. ザムトゲマインデ・ラント・ハーデルン (Samtgemeinde Land Hadeln 27,055) 1. ベルム (Belum 774) 2. ビュルカウ (Bülkau 825) 3. カーデンベルゲ (Cadenberge 4,210) 4. イーリエンヴォールト (Ihlienworth 1,503) 5. ノイエンキルヒェン (Neuenkirchen 1,316) 6. ノイハウス (Neuhaus 1,089)、フレッケン 7. ノルトレーダ (Nordleda 1,004) 8. オーベルンドルフ (Oberndorf 1,365) 9. オーディスハイム (Odisheim 479) 10. オースターブルーフ (Osterbruch 462) 11. オッテルンドルフ (Otterndorf* 7,555)、市 12. シュタイナウ (Steinau 797) 13. ヴァナ (Wanna 2,296) 14. ヴィングスト (Wingst 3,380) |

かっこ内の数値は、2023年12月31日現在の人口である。

## 関連文献
- Erich von Lehe (1973). Geschichte des Landes Wursten. Bremerhaven
- Rudolf Lembcke, ed (1976). Kreis Land Hadeln. Geschichte und Gegenwart. Otterndorf
- Rudolf Lembcke (1985). 100 Jahre Kreise an Elb- und Wesermündung 1885–1985. Der Landkreis Cuxhaven und seine Rechtsvorgänger. Otterndorf
- Hans Jürgen Hansen; Klaus Rohmeyer (1983). Küstenkreis Cuxhaven. Urbes Verlag Gräfelfing vor München

これらの文献は、翻訳元であるドイツ語版の参考文献として挙げられていたものであり、日本語版作成に際し直接参照してはおりません。

## 訳注
1. ↑  北海沿岸部の砂が堆積した丘陵は Geest と呼ばれる。